# Crisis en la industria musical de 2013-2014
Se conoce como Crisis en la industria musical de 2013-2014 a la decaída en ventas sufrida en la industria musical a partir del 2013, la cual comenzó a mostrar indicios a mediados del 2010 en los Estados Unidos. Algunos de los principales factores causantes son el gran aumento en el uso de servicios de distribución gratuita por Internet como Spotify y YouTube, así como también (según las principales compañías) la distribución de copias sin autorización. Ciertos especialistas del mercado culpan además al también creciente uso de aplicaciones para teléfonos inteligentes. Con la globalización de la tienda digital en línea de iTunes entre 2010 y 2012, se mostraron incrementos en las ventas de álbumes y sencillos digitales, pero un descenso en las copias físicas, de acuerdo con la International Federation of the Phonographic Industry (IFPI). Sin embargo, en el 2013 ocurrió el primer decline en ventas con respecto al año anterior desde la creación de iTunes. Un año más tarde, con el creciente aumento en suscripciones de Spotify y otros servicios de distribución, la industria en general experimentó un gran descenso en ventas tanto de álbumes como sencillos por, de acuerdo con algunos expertos, la pérdida del hábito de comprar música. Estos hechos afectaron de manera negativa a diversos artistas, especialmente del género pop, como Lady Gaga, Jessie J y Austin Mahone.
Mundialmente la industria ha tratado de impulsar medidas para reducir la distribución de copias no autorizadas y perseguir a los infractores, entre estas la ley Stop Online Piracy Act (también conocida como Ley SOPA), la cual no se aprobó porque varios medios consideraron que privaba a la gente a sus derechos en Internet. Igualmente, artistas como Beyoncé, Coldplay, Led Zeppelin, Taylor Swift y The Black Keys se han mostrado en contra del uso de servicios de distribución al no publicar sus álbumes en Spotify porque, según su opinión, esto es lo que ha provocado el decline en ventas. Japón, el segundo mercado musical más grande del mundo, ha sido uno de los principales territorios afectados, donde se han visto pérdidas millonarias de hasta ¥40 millardos (aproximadamente US$365 millones).

## Antecedentes

### Indicios
Durante la semana del 30 de mayo de 2010, la revista Billboard informó que solo 4.984 millones de discos se vendieron durante esa semana en los Estados Unidos, lo cual era la cifra más baja reportada desde la creación de Nielsen SoundScan en 1994. Al respecto, afirmaron que con el paso de los años las ventas irían decayendo cada vez más, y se estimó que los millones de álbumes vendidos semanalmente podrían alcanzar un punto más bajo que 1970. Además, mencionaron que para combatir la infracción de derecho de autor y evitar futuras decaídas mayores sería necesaria la intervención del Congreso de los Estados Unidos. En su reporte anual, la International Federation of the Phonographic Industry (IFPI) reveló que durante el año hubo un aumento significativo en las ventas digitales y el streaming, pero una decaída en ventas físicas. El sencillo más vendido del año, «Tik Tok» de la cantante estadounidense Kesha, vendió un total de 12.8 millones de copias mundialmente y se convirtió en la primera canción en sobrepasar las 10 millones de unidades digitales vendidas. Con la creación y globalización de servicios de compra de música en línea como iTunes, diversos países de Europa, Oceanía y Sudamérica como Argentina, Australia, México y Suecia experimentaron gran aumento en ventas digitales. Sin embargo, esto también facilitó la piratería en otros territorios, como Brasil y España, cuyos porcentajes de descargas ilegales alcanzaron un punto máximo superior al 40%. Por otra parte, gracias a la alta popularidad de vídeos como «Baby» del cantante canadiense Justin Bieber, el cual había sido visto más de 430 millones de veces para enero de 2011, plataformas como YouTube y VEVO comenzaron a tener constantes aumentos en actividad.
Solo en 2010 se vendieron 1.507 millardos de materiales mundialmente, divididos en 326.2 millones de álbumes digitales y 1.172 millardos de canciones. De acuerdo con la IFPI, las unidades vendidas de álbumes debutantes en el top 50 desde 2003 a 2010 decayeron un 77%. Asimismo, un 95% de las descargas globales en 2010 se hicieron ilegalmente en sitios como P2P. Por otra parte, la Federación de la Industria Musical Italiana (FIMI) anunció que en 2010 se generaron aproximadamente 234 millones de dólares por ventas generales en el país, lo que representa un descenso del 4% con respecto al año anterior, en el cual se produjeron 242 millones de dólares. Las ventas físicas generales decrecieron un 3% de un año a otro, de 170 millones de dólares en 2009 a 165 millones en 2010. Paralelamente, los Productores de Música de España (PROMUSICAE) reportaron que las ventas en el mercado musical en el país decayeron un 60% desde 2005 a 2010, mientras que las ventas digitales crecieron un 20% de 2009 a 2010 y el streaming aumentó un 1712%. Durante el primer semestre de 2011, la organización española despachó un 19% menos de mercancía que el año anterior. Posteriormente, en 2011 siguieron incrementando las ventas digitales y el uso de servicios de distribución como iTunes, VEVO y Spotify. A fin de evitar pérdidas, en América y Europa se aplicaron medidas legales para combatir la piratería, lo cual provocó leves descensos en su índice. BBC News informó que durante el año, en el Reino Unido el público prefería comprar música digital y se fue descartando de a poco la idea de comprar CDs. Reportes afirmaron además que se estaban comenzando a cambiar los hábitos de compra, y que la gente empezaba a preferir servicios de distribución. Mundialmente, se vendieron 1.611 millardos de materiales, lo cual representó un aumento del 6.9% con respecto al año anterior.
En octubre, aún de 2011, se presentó un proyecto de ley a la Cámara de Representantes de los Estados Unidos llamado la Stop Online Piracy Act (también conocida como Ley SOPA), la cual buscaba expandir las capacidades del gobierno estadounidense para detener el creciente aumento de la piratería y violación de derechos de autor en la Internet. Algunas previsiones del proyecto incluían la solicitud de una orden judicial para bloquear la publicidad y las redes de pago que proveen las ganancias del sitio infractor y el bloqueo de los resultados que conducen al sitio a través de los motores de búsqueda. También incluía la posibilidad de conseguir una orden judicial para que los proveedores de Internet bloqueen el acceso al sitio infractor. La ley podría extender las existentes leyes penales imponiendo una pena de hasta cinco años en prisión. Diversos sitios web como la misma Wikipedia, Twitter, Google y Reddit se mostraron en contra de la aprobación puesto que se consideró que violaba los derechos de aquellos que utilizan Internet. Igualmente, el presidente de los Estados Unidos, Barack Obama, se mostró en contra de su aprobación diciendo: «El gobierno no apoyará una legislación que reduzca la libertad de expresión». Finalmente, se detuvo la aprobación del proyecto al no haber consenso aparente.

### Estallido delstreaming
Durante el 2012, la distribución de vídeos sobrepasó las ventas digitales gracias a YouTube, que mostró un aumento de un total de 800 millones de usuarios activos globalmente al mes. El videoclip de «Gangnam Style» del surcoreano PSY batió récords en visitas al superar 1.2 millardos de visualizaciones únicamente en YouTube. El sencillo «Call Me Maybe» de la cantante canadiense Carly Rae Jepsen también logró gran repercusión en el sitio al acumular más de 50 millones de streams únicamente con vídeos parodias de la canción. Asimismo, «Ai Se Eu te Pego» del brasileño Michel Teló acumuló casi medio millardo de visitas en el sitio. Además de YouTube, Spotify mostró un incremento del 20% de sus usuarios mensuales, caso similar ocurrió con VEVO. Con el éxito de iTunes, Apple decidió lanzar la aplicación iCloud, la cual rápidamente recolectó 190 millones de usuarios mundiales y les permitió compartir música a través de cualquier dispositivo de la compañía. Igualmente, Amazon.com reportó un aumento en ventas de música digital en los principales mercados de Europa como Alemania, Francia e Italia. Pese al aumento en ventas de álbumes y sencillos, esto se debió a la compra de música de manera digital, mas no a las ventas físicas, las cuales continuaban decayendo.
Debido al fuerte impacto de la distribución en Internet en YouTube, Spotify, MySpace y otras plataformas, a partir del 2013 diversas listas de éxitos comenzaron a tomar en cuenta este aspecto para la realización de sus conteos semanales. Con ello, los organismos certificadores empezaron a incluir la distribución entre los requisitos para obtener discos de oro y platino. Billboard fue el primero en realizar el cambio en enero de 2013, y con ello el éxito viral de aquel momento, «Harlem Shake» del disc jockey estadounidense Baauer debutó como número uno en el Billboard Hot 100. A lo largo del año las descargas digitales descendieron por primera vez respecto al año anterior en la historia de la tienda digital de iTunes. Igualmente, las ventas de sencillos decayeron un 5.7%, de 1.34 millardos de unidades a 1.26, mientras que la comercialización de álbumes solo descendió un 0.1%, de 117.7 millones a 117.6. Diversos medios dijeron que se debía a la popularidad de sitios como Pandora y Spotify, sin embargo, Horace Dediu, un analista de Asymco, señaló que se debía a las aplicaciones en general, ya que estaban tomando el tiempo de los consumidores y reemplazando otras actividades como escuchar música. El reportero Ben Lovejoy descartó su teoría porque «la gente frecuentemente escucha música mientras utiliza otras aplicaciones».
En 2013, las ventas de sencillos en los Estados Unidos decayeron un 6% y las de los álbumes un 8%, sin embargo, el streaming aumentó un 32%, gracias a 118 billones de streams recibidos, que según Nielsen SoundScan, equivaldría a 5.9 millones en ventas. De acuerdo con Steve Knopper de Rolling Stone, todos los géneros musicales se vieron afectados en el 2013, a excepción del R&B, que tuvo un incremento del 1.2% en ventas de álbumes, acreditado posiblemente al álbum sorpresa de Beyoncé lanzado a finales del año, que vendió 1.3 millones de copias. Otro género que tuvo incremento en ventas fue el hip-hop, cuyas ventas aumentaron un 2.2%, gracias a Magna Carta... Holy Grail de Jay-Z Y The Marshall Mathers LP 2 de Eminem. A pesar de que las ventas digitales decayeron, la comercialización de discos de vinilo aumentó un 33% en el 2013.
En el Reino Unido las ventas también decayeron en el 2013; para noviembre de ese año, el álbum más vendido era Our Version of Events (2012) de Emeli Sandé, con 600 mil copias. Este también fue el álbum más vendido del 2012 en el territorio, y el único que logró vender más de un millón de copias ese año. En 2013 se vio por primera vez en casi tres décadas que ningún álbum logró superar el millón de ejemplares vendidos, a pesar de esto, expertos de la industria dijeron que sería prematuro anunciar «la muerte de los álbumes», ya que la franquicia de discos recopilatorios Now! That's What I Call Music estaba surgiendo. Un portavoz de la Industria Fonográfica Británica (BPI) opinó al respecto que «ya no es relevante mirar solo a la venta de álbumes» ya que muchos admiradores en realidad los escuchaban mediante servicios de streaming como Deezer y Spotify. El portavoz añadió que los servicios «están creciendo rápidamente, pero no están reflejados si solo miras la venta de los álbumes. El panorama es, de hecho, generalmente positivo para el 2013».
Estos hechos afectaron de manera negativa a diversos artistas, entre estos la cantante estadounidense Lady Gaga, quien generó gran controversia dado que su álbum ARTPOP, lanzado ese año, no vendió lo mismo que sus anteriores trabajos, The Fame (2008) y Born This Way (2011), a pesar de haber figurado entre los diez más vendidos del año con 2.3 millones de copias. Esto le valió varios comentarios negativos por parte de la prensa, quienes la tacharon de ser «un fracaso» y «una moda pasajera». Otra de las afectadas fue la cantante británica Jessie J, quien no logró repetir su éxito con su álbum Alive. El cantante estadounidense Austin Mahone tampoco consiguió ventas favorables con su debut The Secret, el cual debutó con solo 46 000 copias. Al respecto, el productor ejecutivo de Republic Records, Avery Lipman, dijo que el equipo de Mahone estaba decepcionado con las bajas ventas del disco, las cuales fueron menores a las esperadas, y que a pesar del impacto que el artista había tenido previamente, no podría ser comparado con el debut de My World de Justin Bieber, el cual debutó con 137 000 copias en 2009.
Como consecuencia de la creciente popularidad del streaming, la lista Billboard 200, en la que aparecen los 200 álbumes más descargados de la semana en los Estados Unidos, empezó a incluir en diciembre de 2014 el streaming de las canciones pertenecientes a un disco para realizar sus conteos semanales. Este representó el cambio más significativo hecho en la lista desde mayo de 1991, cuando Billboard decidió tomar en cuenta las ventas registradas por Nielsen SoundScan. La nueva metodología toma diez descargas de una canción o 1500 streams como una descarga para el álbum al que pertenece. El desarrollador de datos de la revista, Silvio Pietroluongo, dijo que «añadir la información del streaming hace una mejor representación en la lista de la actividad del consumo de música» mientras que con una medición minuciosa «las ventas de los álbumes en su mayoría capturarían solamente el impulso inicial, sin indicar la profundidad del consumo a partir de entonces». Jim Urie, el presidente de Universal Music Distribution comentó que «el streaming es la configuración de mayor crecimiento que tenemos ahora y tenerlo incluido en las listas de Billboard es una mejora positiva». Darren Stupak, el vicepresidente ejecutivo de ventas y distribución en Sony Music Entertainment, también sostuvo una opinión positiva respecto al cambio, y lo llamó una «grata y necesaria evolución».
De acuerdo con un empleado de la revista, el nuevo método beneficiaría a artistas como Ariana Grande, Hozier y Maroon 5, cuyos sencillos vendían significativamente más que sus álbumes. Su predicción fue acertada; la semana en que Billboard 200 incorporó el streaming, My Everything (2014) de Grande subió desde el número treinta y nueve hasta el siete, gracias a 72 mil descargas realizadas esa semana, de las cuales 25 mil en realidad se debían al streaming.

## Gran decaída en ventas de 2014
De acuerdo con Nielsen Soundscan, las ventas de los álbumes decayeron un 14% durante el 2014, mientras que la comercialización de los sencillos declinó un 13%. Según Steve Knopper de la revista Rolling Stone, el 2014 fue un «año terrible en ventas», y 1989, quinto álbum de estudio de Taylor Swift, lanzado el 27 de octubre de ese año, podría ser crucial para salvar las compras navideñas de la industria discográfica. Esto debido a que diversas fuentes esperaban que el disco debutara en un margen de 600 000 a 750 000 copias, lo que significaría un importante descenso en ventas para la cantante, luego de que su anterior álbum, Red (2012), debutara con 1.2 millones de ventas solo en los Estados Unidos. Sin embargo, luego de que 1989 vendiera aproximadamente 600 mil copias en su primer día de lanzamiento, Billboard anunció que se esperaba que su debut fuera similar al de Red. La cantante australiana Iggy Azalea publicó al respecto en su cuenta de Twitter: «¿Taylor Swift será la primera artista con un nuevo lanzamiento de 2014 en ser platino? ¡eso espero! si nadie lo hace estaré deprimida por la música». Según Knopper, la industria «contaba con el country» para aumentar sus ventas, sin embargo, artistas del género como Jason Aldean, Blake Shelton, Lady Antebellum y Florida Georgia Line vendieron menos de lo esperado, lo cual «pone más presión en Taylor [Swift]». Knopper llamó a 1989, así como a los lanzamientos de Foo Fighters, Nicki Minaj y Garth Brooks ese año, unos «potenciales salvavidas». A pesar de que Nielsen Soundscan anunció que el streaming aumentó un 42% durante el 2014, aclaró que los álbumes aún producían más dinero que el streaming.
El mismo sistema de datos informó a finales de junio de 2014 que durante los primeros seis meses del año se habían vendido aproximadamente 121 millones de álbumes, lo que representa una decaída del 15% en relación con el año anterior, en el que 142 millones de álbumes se comercializaron durante el primer semestre. 593.6 millones de sencillos se descargaron en el mismo período de 2014, un 13% menos en comparación al 2013, durante el cual se comercializaron 682.2 millones. Sin embargo, se registraron 70.3 millones de streams, un considerable aumento respecto al 2013, que registró 49.5 millones. Asimismo, la distribución de discos de vinilo aumentó en un 40%, al vender aproximadamente 4 millones desde enero a junio de 2014; en el mismo período en 2013 se vendieron 2.9 millones de vinilos. Lazaretto de Jack White fue el mejor vendido del 2014, con 49 000 unidades.
Hasta mediados de octubre de 2014, ningún álbum lanzado ese año había logrado la certificación de disco de platino en los Estados Unidos, lo que llamó la atención de los medios. Según Paul Grein de Yahoo! Music, esto se debe a que los fanáticos de hoy en día prefieren obtener la música mediante streaming y están cada vez más reacios a comprarla. Hugh McIntyre de la revista Forbes notó que el único álbum que había logrado vender más de un millón de copias hasta octubre de 2014 fue Frozen, la banda sonora de la película homónima, que para octubre había vendido 3.2 millones de ejemplares. Durante esa misma cantidad de tiempo, en el año 2013, cinco álbumes habían alcanzado la certificación de platino, lista encabezada por The 20/20 Experience de Justin Timberlake. En contraste, los cinco álbumes mejores vendidos del 2014 para la fecha eran Beyoncé (2013) de la cantante homónima, Pure Heroine (2013) de Lorde, The Outsiders (2014) de Eric Church y Ghost Stories (2014) de Coldplay, aunque ninguno de ellos superaba las 800 mil copias vendidas. Simultáneamente, sesenta sencillos lograron vender más de un millón de copias durante el 2014, mientras que en el año anterior ochenta y tres canciones alcanzaron la cifra. Las ventas de la banda sonora de Frozen registraron el mejor año para Disney Music Group desde 2009, con un 2.9% de aumento. Sin embargo, esto creó incertidumbre en el futuro de las discográficas pertenecientes a Disney, quienes se preguntaban qué sucedería luego de que el éxito de la banda sonora cesara y sus «principales pilares» como Miley Cyrus y Selena Gomez cambiaran de disquera.
El 19 de noviembre de 2014, Billboard reportó que para la fecha se habían vendido 209.52 millones de álbumes en los Estados Unidos durante el año, 13% menos en comparación a la misma fecha en 2013, donde se habían vendido 239.72 millones. Los sencillos también decayeron un 13%, de 1.11 millardos en 2013 a 971.37 millones en 2014. A pesar de la crisis experimentada en el 2014, durante ese año dos álbumes (1989 y la banda sonora de Frozen) vendieron más de tres millones de copias, mientras que en 2013 ningún álbum sobrepasó la cifra. Por otro lado, cuarenta y cinco álbumes vendieron más de 500 mil copias en los Estados Unidos en 2013, y trece de estos lograron vender más de un millón, mientras que en 2014 solo treinta y uno alcanzaron a vender medio millón, y apenas cuatro de estos pudieron duplicar la cifra. Al finalizar el año, Billboard reportó que hubo un descenso del 11% en ventas de álbumes, de 289.4 millones vendidos en 2013 a 257 millones en 2014. La venta de álbumes digitales descendió en 2014 por segunda vez en la historia, con un 9% menos respecto a 2013; en 2014 se vendieron 106.5 millones, mientras que en el año anterior se comercializaron 117.6. A finales del 2014, la venta de discos de vinilo había aumentado un 52% con 9.2 millones de copias vendidas, un gran incremento considerando que en 2013 se vendieron 6.1 millones.
Por otra parte, en 2014 las ventas de sencillos digitales descendieron por segunda vez en la historia. Durante el año se vendieron 1.1 millardos de canciones, mientras que en 2013 se despacharon 1.26 millardos. En total, durante el 2014, ochenta y dos canciones vendieron al menos un millón de copias, descenso importante considerando que el año anterior 106 canciones lograron la cifra, y 108 lo consiguieron en 2012. Igualmente, solo veinticinco temas superaron los dos millones de ejemplares vendidos, mientras que en 2013 y 2012 lo consiguieron treinta y ocho y cuarenta y un pistas, respectivamente.

## Consecuencias

### Bajas ventas semanales
En vísperas de épocas navideñas de 2013, el sitio LaReputada.com filtró una lista de las ventas semanales en España, donde se vieron cifras alarmantemente bajas incluso para artistas nacionales como Antonio Orozco y Abraham Mateo, que reportaron ventas muy por debajo de lo esperado. A PROMUSICAE se le acusó de entregar falsamente certificaciones de oro y platino a discos que no habían logrado el mínimo exigido para el reconocimiento, tal fue el caso de los ya mencionados Antonio Orozco y Abraham Mateo, así como también Lady Gaga, Manuel Carrasco y Dani Martín, quienes recibieron la certificación de platino y oro sin siquiera haber logrado la mitad de la cifra exigida. Se mostró además, que solo eran necesarias 500 copias para posicionar un disco entre los cuarenta primeros y poco más de 8000 para ser número uno.
En 2013, mientras más crecía la popularidad de los servicios de distribución, las ventas semanales alcanzaban marcas cada vez más bajas. Esto se hizo evidente durante la primera semana de agosto, cuando Billboard informó que se habían logrado cifras históricas puesto que las ventas semanales de álbumes estuvieron por debajo de las cinco millones de copias por nueve semanas consecutivas. Con ello, el 2013 igualó la cifra combinada de 2010, 2011 y 2012, los cuales tuvieron cuatro, dos y tres semanas con ventas por debajo de la marca. Mientras algunos expertos en la industria culparon a los servicios de distribución por las bajas ventas, otros mencionaron que en realidad se debía al decline de compras por catálogo. Otra teoría afirmó que era normal ver estos declines durante los meses de agosto por ser la caída del verano. En 2014 el streaming continuó ganando impulso, lo que provocó que las cifras obtenidas el año pasado fuesen superadas. En la última semana de agosto de 2014 solo se vendieron 3.97 millones de álbumes, lo que representó la marca más baja obtenida en la historia. Asimismo, fue la primera vez que las ventas semanales estuvieron por debajo de las cuatro millones de unidades. Previo a ello, ya varios álbumes habían debutado como número uno en el Billboard 200 con menos de 100 000 copias. Uno de estos fue 1000 Forms of Fear de la cantautora australiana Sia, que debutó con tan solo 52 000, siendo el menor debut en casi dos años y uno de los más bajos en toda la historia de la lista.

### Pérdidas millonarias
En 2013, pese al incremento de las suscripciones en servicios de distribución mundial y al desarrollo de mercados en Latinoamérica, se generaron pérdidas millonarias en los ingresos del año. Mundialmente hubo ganancias de quince millardos de dólares, lo que representó una disminución del 3.9% con respecto al año pasado. Uno de los factores principales fue la caída en ventas que sufrió Japón, donde hubo pérdidas de ingresos de hasta el 20% con respecto al año anterior. Referente a las ventas físicas, el país tuvo una ganancia de 270.4 millardos de yenes, grave caída comparada a los 310.8 millardos del año pasado. Las descargas de ringtones y música para móviles descendieron hasta un 60%. A pesar de haber un aumento en las descargas digitales de álbumes y sencillos de hasta el 40%, lo cual generó ingresos de 21 millardos de yenes, esto no fue suficiente para compensar la pérdida de las compras físicas y música para móviles. Situación similar se vivió en Australia, país que durante el 2013 experimentó una caída en ganancias del 12%, la peor en su historia. Al igual que en Japón, esto se debió a que el crecimiento de las compras digitales y servicios streaming no fueron suficientes para cubrir las pérdidas por ventas físicas, las cuales se redujeron en 25.5%. La Australian Recording Industry Association (ARIA) informó que en total se generaron ingresos de 352 millones de dólares, pérdida de aproximadamente 46.5 millones comparados con los 398 millones del 2012.
Durante el 2014, tras la caída en ventas, el Reino Unido también experimentó importantes pérdidas. En 2013, hubo ingresos por ventas de álbumes de £773 millones, pero en 2014 solo £713, dando pérdidas de £60 millones (equivalente a casi 92 millones de dólares estadounidense). En cuanto a sencillos, en 2013 las ganancias fueron de £168 millones, mientras que en 2014 de £142 millones. Pese a esto, de 2013 a 2014 el streaming mostró un aumento de £106 a £175 millones, pero no fue suficiente para compensar la decaída de álbumes y sencillos. En general, la ganancia de 2014 fue de £103 millones, descenso de 1.6% con respecto al 2013.

### Certificaciones
| Álbumes   |              |              |              |         |         |              |
| Austria   | 10 000       | 20 000       | No entregado | 7500    | 15 000  | No entregado |
| Brasil    | 30 000       | 60 000       | 250 000      | 20 000  | 40 000  | 160 000      |
| Chile     | 7500         | 15 000       | No entregado | 5000    | 10 000  | No entregado |
| Dinamarca | 15 000       | 30 000       | No entregado | 10 000  | 20 000  | No entregado |
| Finlandia | 15 000       | 30 000       | No entregado | 10 000  | 20 000  | No entregado |
| Hungría   | 7500         | 15 000       | No entregado | 2000    | 4000    | No entregado |
| Rusia     | 50 000       | 100 000      | 300 000      | 25 000  | 50 000  | No entregado |
| Suiza     | 15 000       | 30 000       | No entregado | 10 000  | 20 000  | No entregado |
| Sencillos |              |              |              |         |         |              |
| Alemania  | 150 000      | 300 000      | No entregado | 200 000 | 400 000 | 1 000 000    |
| Canadá    | 20 000       | 40 000       | 400 000      | 40 000  | 80 000  | 800 000      |
| Francia   | 150 000      | 250 000      | 500 000      | 75 000  | 150 000 | 250 000      |
| Italia    | 10 000       | 20 000       | No entregado | 25 000  | 50 000  | 500 000      |
| México    | 1500         | 3000         | No entregado | 30 000  | 60 000  | 300 000      |
| Filipinas | No entregado | No entregado | No entregado | 75 000  | 150 000 | No entregado |
| Suecia    | 10 000       | 20 000       | No entregado | 20 000  | 40 000  | No entregado |

## Críticas a los servicios destreaming
A pesar de que Spotify se autodefine como «beneficioso para los artistas», algunos de ellos se han mostrado en contra del servicio, acción comúnmente llamada por algunos medios como «la rebelión de los músicos». El vocalista de Radiohead, Thom Yorke, lanzó material como solista a principios de 2013 y sostuvo que el streaming apenas les pagaba a los artistas nuevos. Por esta razón, Yorke decidió retirar su música de Spotify, y Nigel Godrich, su productor, escribió en Twitter que si bien el streaming puede ayudar a los artistas establecidos a generar dinero por sus trabajos pasados, los artistas nuevos están siendo ahogados por los pagos bajos. El dúo estadounidense The Black Keys no publicó su último álbum en Spotify, y su baterista Patrick Carney declaró que el servicio era «más justo con las discográficas que con los artistas». El cantante de country alternativo Jason Isbell calificó a Spotify como «malvado» en una entrevista, mientras que la banda de indie rock Grizzly Bear publicó que el hecho de que los fanáticos utilizaran el servicio era casi tan útil para una banda como descargar música ilegalmente en el «ahora extinto paraíso de piratería LimeWire». Otros artistas veteranos como Led Zeppelin, The Beatles y Garth Brooks rehúsan publicar su música en Spotify. Según Catherine Moore, una profesora de la industria musical en la escuela de cultura de Steinhardt, los artistas «sienten que durante los últimos 15 años, han tenido una situación en la que han visto a su música salirse de control». Moore afirma que: «Esa es una situación que los ha llevado a un sentimiento de falta de control, de impotencia, de cara a los cambios de la industria. Algunos artistas sienten que ellos son los que deberían tomar una postura y decir "nuestra música tiene valor"».
La cantante estadounidense Beyoncé no publicó su álbum homónimo en el servicio, ya que el jefe de Apple, Robert Kondrk, estaba tratando de persuadir a grandes discográficas para publicar sus materiales únicamente en su empresa, con la esperanza de que mantener a los álbumes fuera de YouTube y Spotify ayudaría a recuperar las descargas digitales. La cantautora británica Adele manifestó que su álbum 21 (2011) solo se publicaría en Spotify para los suscriptores, sin embargo, el servicio denegó su petición porque «no querían crear diferentes catálogos para suscriptores y no suscriptores». Según la aplicación, su servicio gratuito atraería más suscripciones. La banda Coldplay también rehusó comercializar su álbum Mylo Xyloto (2011) en el servicio sino hasta meses después de haberse publicado en tiendas, con el fin de que el streaming no afectara sus ventas iniciales. El disc jockey deadmau5 también se negó a ofrecer su música en Spotify; por el contrario, creó su propio sitio web de distribución por suscripción pago, el cual era manejado completamente por él.
| «En mi opinión, el valor de un álbum es, y seguirá siendo, basado en la cantidad de corazón y alma que un artista ha sangrado en un cuerpo de trabajo, y en el valor económico que los artistas (y sus discográficas) le dan a su música cuando sale al mercado [...] La música es arte, y el arte es importante y rara. Las cosas raras e importantes tienen valor. Las cosas valiosas deberían ser pagadas». —Taylor Swift sobre el streaming. |

Igualmente, la cantante estadounidense Taylor Swift no permitió la publicación de sus álbumes Red (2012) y 1989 (2014) en sitios como Spotify y Pandora porque, según ella, el streaming y la piratería son las razones por las que las ventas han bajado dramáticamente en la última década. Asimismo, manifestó que: «Mi opinión es que la música no debería ser gratis, y mi predicción es que algún día los artistas individuales y sus discográficas decidirán cuál es el precio de un álbum, espero que no se subestimen a sí mismos o menosprecien su arte». En noviembre de 2014, la cantante decidió retirar toda su música de Spotify, excepto «Safe & Sound», su canción para Los juegos del hambre. En respuesta a esto, el equipo oficial de la aplicación expresó que: «Esperamos que cambie su opinión y se nos una para construir una nueva economía musical que funcione para todos. Creemos que los fanáticos deberían poder escuchar música donde y cuando quieran, y los artistas tienen el absoluto derecho de ser pagados por sus trabajos y protegidos de la piratería. Por eso pagamos cerca del 70% de nuestros ingresos a la comunidad musical». A pesar de esto, Jack Linshi de la revista Time afirma que los artistas ganan menos de un centavo por cada reproducción. La controversia con Swift continuó cuando Scott Borchetta, jefe de Big Machine Records, reveló en la revista Time que el catálogo de la artista en Spotify solo generó US$496 044 en doce meses. Esta cifra desmentía la dada antes por el director general del servicio, Daniel Ek, quien afirmó que Swift había generado seis millones de dólares en total, de los cuales un 33.3% se produjeron en los últimos doce meses antes de que Swift retirara su música. Además de ello, Ek alegó que Spotify no era el responsable de la decaída en ventas, puesto que durante el primer semestre del 2014, en Canadá ya se estaban presentando grandes descensos sin siquiera contar con el servicio. Igualmente, mencionó que la aplicación era más beneficiosa que las radios, dado que estas últimas no pagan a los artistas por sus spins.
El 9 de septiembre de 2014, la banda U2 publicó su álbum de estudio Songs of Innocence sin previa promoción. Sin embargo, este estuvo disponible de manera gratuita para cualquiera que tuviera acceso a una cuenta en iTunes Store en alrededor de 119 países. Para octubre de ese año, más de 26 millones de personas habían descargado el álbum y aproximadamente 81 millones habían accedido a algunas canciones mediante iTunes o streaming, todo de manera gratuita. La estrategia de lanzamiento de la banda recibió numerosos comentarios negativos por parte de críticos e incluso otros artistas. Patrick Carney dijo que estaban «devaluando completamente su música» y agregó que: «Mi pensamiento total de la música es que: si alguien está haciendo dinero entonces los artistas deberían recibir una justa parte de él. El dueño de Spotify tiene algo como 3 mil millones de dólares... es más rico que Paul McCartney y tiene 30 y nunca ha escrito una canción». El público en general tuvo una reacción negativa con respecto al lanzamiento de Songs of Innocence, ya que este apareció sin su consentimiento en las bibliotecas de música de todos los usuarios de iTunes. En respuesta a esto, Bono, el vocalista de U2, se disculpó por la estrategia y Apple lanzó una aplicación para permitirle a los usuarios eliminar el álbum.

## Álbumes y sencillos más vendidos por año
| Álbumes                                                      |                |                                        |                                |             |        |
| 2010                                                         |                | Lady Gaga                              | The Fame Monster               | 5 800 000   | [ 61 ] |
| 2010                                                         | Estados Unidos | Eminem                                 | Recovery                       | 3 415 000   | [ 62 ] |
| 2010                                                         | Japón          | Arashi                                 | Boku no Miteiru Fūkei          | 1 053 064 * | [ 63 ] |
| 2010                                                         | Reino Unido    | Take That                              | Progress                       | 1 840 000   | [ 64 ] |
| 2011                                                         | Mundo          | Adele                                  | 21                             | 18 100 000  | [ 7 ]  |
| 2011                                                         | Estados Unidos | Adele                                  | 21                             | 5 824 000   | [ 65 ] |
| 2011                                                         | Japón          | Arashi                                 | Beautiful World                | 907 589 *   | [ 66 ] |
| 2011                                                         | Reino Unido    | Adele                                  | 21                             | 3 772 000   | [ 67 ] |
| 2012                                                         | Mundo          | Adele                                  | 21                             | 8 300 000   | [ 13 ] |
| 2012                                                         | Estados Unidos | Adele                                  | 21                             | 4 410 000   | [ 68 ] |
| 2012                                                         | Japón          | Mr.Children                            | Mr. Children 2005–2010         | 1 170 298 * | [ 69 ] |
| 2012                                                         | Reino Unido    | Emeli Sandé                            | Our Version of Events          | 1 390 000   | [ 70 ] |
| 2013                                                         | Mundo          | One Direction                          | Midnight Memories              | 4 000 000   | [ 71 ] |
| 2013                                                         | Estados Unidos | Justin Timberlake                      | The 20/20 Experience           | 2 430 000   | [ 72 ] |
| 2013                                                         | Japón          | Arashi                                 | Love                           | 796 525 *   | [ 73 ] |
| 2013                                                         | Reino Unido    | One Direction                          | Midnight Memories              | 685 000     | [ 74 ] |
| 2014                                                         | Estados Unidos | Taylor Swift                           | 1989                           | 3 660 000   | [ 34 ] |
| 2014                                                         | Japón          | AKB48                                  | Tsugi no Ashiato               | 1 036 751 * | [ 75 ] |
| 2014                                                         | Reino Unido    | Ed Sheeran                             | X                              | 1 689 000   | [ 76 ] |
| Sencillos                                                    |                |                                        |                                |             |        |
| 2010                                                         |                | Kesha                                  | «Tik Tok»                      | 12 800 000  | [ 2 ]  |
| 2010                                                         | Estados Unidos | Katy Perry y Snoop Dogg                | «California Gurls»             | 4 398 000   | [ 77 ] |
| 2010                                                         | Japón          | AKB48                                  | «Beginner»                     | 954 000     | [ 78 ] |
| 2010                                                         | Reino Unido    | Eminem y Rihanna                       | «Love the Way You Lie»         | 854 000     | [ 64 ] |
| 2011                                                         | Mundo          | Bruno Mars                             | «Just the Way You Are»         | 12 500 000  | [ 7 ]  |
| 2011                                                         | Estados Unidos | Adele                                  | «Rolling in the Deep»          | 5 813 000   | [ 79 ] |
| 2011                                                         | Japón          | AKB48                                  | «Flying Get»                   | 1 587 229   | [ 80 ] |
| 2011                                                         | Reino Unido    | Adele                                  | «Someone like You»             | 1 242 000   | [ 67 ] |
| 2012                                                         | Mundo          | Carly Rae Jepsen                       | «Call Me Maybe»                | 12 500 000  | [ 13 ] |
| 2012                                                         | Estados Unidos | Gotye y Kimbra                         | «Somebody That I Used To Know» | 6 801 000   | [ 81 ] |
| 2012                                                         | Japón          | AKB48                                  | «Manatsu no Sounds good!»      | 1 820 056   | [ 82 ] |
| 2012                                                         | Reino Unido    | Gotye y Kimbra                         | «Somebody That I Used to Know» | 1 318 000   | [ 83 ] |
| 2013                                                         | Mundo          | Robin Thicke, T.I. y Pharrell Williams | «Blurred Lines»                | 14 800 000  | [ 71 ] |
| 2013                                                         | Estados Unidos | Robin Thicke, T.I. y Pharrell Williams | «Blurred Lines»                | 6 498 000   | [ 84 ] |
| 2013                                                         | Japón          | AKB48                                  | «Sayonara Crawl»               | 1 955 162   | [ 85 ] |
| 2013                                                         | Reino Unido    | Robin Thicke, T.I. y Pharrell Williams | «Blurred Lines»                | 1 470 000   | [ 86 ] |
| 2014                                                         | Estados Unidos | Pharrell Williams                      | «Happy»                        | 6 450 000   | [ 34 ] |
| 2014                                                         | Japón          | AKB48                                  | «Labrador Retriever»           | 1 764 489   | [ 87 ] |
| 2014                                                         | Reino Unido    | Pharell Williams                       | «Happy»                        | 1 500 000   | [ 88 ] |
| «*» denota que las cifras mostradas son solo copias físicas. |                |                                        |                                |             |        |